# Entscheidung in der Sierra
Entscheidung in der Sierra (Originaltitel: High Sierra) ist ein US-amerikanischer Kriminalfilm aus der Ära des Film noir des Regisseurs Raoul Walsh aus dem Jahr 1941. Der Film basiert auf dem gleichnamigen Roman von W. R. Burnett. Die Erstaufführung in Deutschland fand am 21. Oktober 1977 im deutschen Fernsehen (BR 3) statt.

## Handlung
Der Gangster Big Mac plant einen Raubüberfall auf ein Hotel. Er benötigt die Hilfe des erfahrenen Roy Earle und arrangiert dessen Begnadigung aus dem Gefängnis durch den Gouverneur. Earle übernimmt die Organisation des Überfalls und engagiert drei Helfer, die er in einem Lager im Gebirge trifft: Louis Mendoza, der im Hotel arbeitet, sowie Red und Babe. Babe bringt die junge Marie in die Gruppe. Earle will die junge Frau zurück nach Los Angeles schicken, doch sie kann ihn davon überzeugen, dass sie eine Hilfe sein kann. Zum Schluss läuft Earle ein kleiner Hund zu, der Pard genannt wird.
Marie verliebt sich im Verlauf der Organisation und Durchführung des Überfalls in Earle, doch der erwidert ihre Gefühle nicht. Auf dem Weg zurück ins Lager trifft Earle auf Velma, eine junge Frau mit einer Gehbehinderung. Earle bezahlt ihr die Operation, die ihr ein normales Gehen ermöglichen soll. Während der Heilungszeit fragt Earle Velma, ob sie ihn heiraten will. Velma lehnt ab, weil sie mit einem anderen Mann verlobt ist, der auf dem Weg zu ihr ist. Der Verlobte kommt an, Earle kehrt zu Marie zurück, die beiden werden ein Paar.
Beim Überfall können sie zwar kostbaren Schmuck erbeuten, aber als ein bewaffneter Wachmann auftaucht, muss Earle ihn erschießen. Mendoza, Red und Babe verunglücken auf der anschließenden Flucht mit dem Auto, wobei Red und Babe sterben. Mendoza wird verhaftet und sagt aus, gibt aber an, entführt worden zu sein. Earle und Marie können entkommen, doch nach ihnen wird gefahndet. Die beiden trennen sich, damit Marie Zeit zur Flucht hat. Earle will nach Los Angeles, um dort seinen Anteil aus dem Überfall zu holen, wird aber auf dem Weg dorthin erkannt und von der Polizei bis ins Gebirge gejagt, wo er die Verfolger von einer erhöhten Position aus mit Gewehren auf Distanz hält. Ein Scharfschütze soll sich nun kletternd in eine bessere Position begeben.
Während der Belagerung trifft Marie mit dem Hund ein, denn die Geschichte ist mittlerweile über Radio verbreitet worden. In der Nacht bleibt alles, wie es ist. Am nächsten Morgen hat der Scharfschütze eine gute Position oberhalb von Earle erreicht. Marie soll ihn zur Aufgabe überreden, aber sie weigert sich aus Verzweiflung. Der Hund Pard macht sich aber auf den Weg hinauf zu Earle, und als er ihn bellen hört, tritt dieser aus seiner Deckung heraus und ruft nach Marie. In diesem Moment wird er vom Scharfschützen von hinten erschossen und stürzt die Felsen hinunter.

## Kritiken
„Ein Kriminalfilm, der in seiner Handlung an John Dillinger orientiert ist, Amerikas ‚Staatsfeind Nr. 1‘, der im Kugelhagel der Polizei starb; trotz starker Sentimentalisierung eine der besseren Produktionen der Schwarzen Serie, nicht zuletzt dank Humphrey Bogart.“

„Das klassische Gangster-Melodram von Raoul Walsh ist einer der schönsten Humphrey-Bogart-Filme.“

## Hintergrund
Gedreht wurde in den Alabama Hills, am Cedar Lake, am Big Bear Lake, im Death Valley, am Mt. Whitney und in den High Sierras. Das Budget des Films lag bei ca. 455.000 US-Dollar.
Das Drehbuch des Films musste mehrfach umgeschrieben werden. Der ursprünglich geplante Hauptdarsteller Paul Muni war unzufrieden mit dem Plot der ersten Szenen und legte die Rolle nieder. George Raft war die nächste Wahl des Produktions-Studios Warner Bros., doch Raft wollte von seinem Gangster-Image wegkommen. So wurde Bogart die Rolle angeboten, der bis dahin in Gangsterfilmen oft durch und durch bösartige Charaktere verkörpert hatte, hier aber eine relativ sympathische Gangsterrolle bekam. Der Film wurde nach dem ursprünglichen Drehbuch gefilmt. Der Film brachte Bogart den Durchbruch zum Filmstar, mit Die Spur des Falken im selben Jahr und Casablanca ein Jahr danach festigte sich dieser Status. Es der letzte Film von Bogart, in dem er nicht als Erster im Cast genannt wird. Lupino, die schon in Nachts unterwegs (They Drive by Night) unter Regisseur Walsh mit Bogart gearbeitet hatte, galt damals noch als größerer Star und bekam den ersten Platz in der Liste. Für den späteren Filmstar Cornel Wilde in der Nebenrolle des Mendoza war es der erste Film, in dem seine Rolle im Abspann genannt wurde. Der Hund Pard wurde von Bogarts eigenem Hund dargestellt.
Produzent Wallis (Ehren-Oscars 1939 und 1944) konnte neben Drehbuchautor Huston (Oscars 1949 für Drehbuch und Regie; Golden Globes 1964 als Darsteller und 1949 und 1986 für Regie) weitere namhafte Mitarbeiter für den Film gewinnen: die Darsteller Bogart (Oscar 1952) und Kennedy (Golden Globe 1956), Komponist Deutsch (Oscars 1951, 1955, 1956), Kameramann Gaudio (Oscar 1937) und den musikalischen Direktor Leo F. Forbstein (Oscar 1937). Für die Spezial-Effekte war der später auch als Regisseur bekannte Byron Haskin verantwortlich.
1949 drehte Regisseur Walsh mit Vogelfrei (Originaltitel Colorado Territory) eine Neuverfilmung des Stoffes, die jedoch statt im Gangstermilieu des 20. Jahrhunderts unter Banditen im Wilden Westen des 19. Jahrhunderts spielt.

## Synchronisation
| Rolle         | Darsteller       | Synchronsprecher      |
| ------------- | ---------------- | --------------------- |
| Roy Earle     | Humphrey Bogart  | Joachim Kemmer        |
| Marie         | Ida Lupino       | Viktoria Brams        |
| Babe          | Alan Curtis      | Joachim Ansorge       |
| Red           | Arthur Kennedy   | Manfred Seipold       |
| Velma         | Joan Leslie      | Constanze Engelbrecht |
| Doc Banton    | Henry Hull       | Herbert Weicker       |
| Pa Goodhue    | Henry Travers    | Hugo Schrader         |
| Healy         | Jerome Cowan     | Wolfgang Hess         |
| Mrs. Baughmam | Minna Gombell    | Eva Pflug             |
| Jake Kranmer  | Barton MacLane   | Reinhard Glemnitz     |
| Ma Goodhue    | Elizabeth Risdon | Alice Franz           |
| Louis Mendoza | Cornel Wilde     | Manfred Schott        |
| Big Mac       | Donald MacBride  | Horst Niendorf        |
| Mr. Baughmam  | Paul Harvey      | Manfred Schmidt       |
| Algernon      | Willie Best      | Fred Klaus            |

Der Film wurde 1977 in München synchronisiert. 

## DVD-Veröffentlichung
- Entscheidung in der Sierra, Warner Home Video, 2003